# Boris Katchouk
Boris Katchouk (* 18. Juni 1998 in Vancouver, British Columbia) ist ein kanadischer Eishockeyspieler russischer Herkunft, der seit Oktober 2024 bei den Wilkes-Barre/Scranton Penguins in der American Hockey League (AHL) unter Vertrag steht und dort auf der Position des linken Flügelstürmers spielt.

## Karriere
Boris Katchouk wurde in Vancouver geboren und wuchs in Waterloo in der Provinz Ontario auf. Dort lief er in seiner Jugend unter anderem für die Waterloo Wolves und die Sault Ste. Marie Thunderbirds in regionalen Nachwuchsligen auf, bevor er Mitte der Saison 2014/15 zu den Sault Ste. Marie Greyhounds in die Ontario Hockey League (OHL) wechselte, die ranghöchste Juniorenspielklasse seiner Heimatprovinz. Bereits in seiner ersten kompletten OHL-Spielzeit überzeugte der Kanadier mit 51 Scorerpunkten aus 63 Partien, sodass er zum CHL Top Prospects Game eingeladen und im OHL Second All-Rookie Team berücksichtigt wurde. Anschließend wählten ihn die Tampa Bay Lightning im NHL Entry Draft 2016 an 44. Position aus. Vorerst kehrte der Flügelstürmer jedoch für zwei weitere Jahre zu den Greyhounds zurück, mit denen er in der Saison 2017/18 das Endspiel der OHL-Playoffs um den J. Ross Robertson Cup erreichte, dort allerdings den Hamilton Bulldogs mit 2:4 unterlag. Er persönlich wurde dabei nach 85 Punkten aus 58 Partien im OHL First All-Star Team berücksichtigt.
Bereits im April 2017 hatten ihn die Tampa Bay Lightning mit einem Einstiegsvertrag ausgestattet, bevor Katchouk zur Saison 2018/19 fest in deren Organisation wechselte. Dort wurde er vorerst beim Farmteam der Lightning eingesetzt, den Syracuse Crunch aus der American Hockey League (AHL). In Syracuse verbrachte er drei Saisons, etablierte sich ebenfalls als regelmäßiger Scorer und wurde am Ende der Spielzeit 2020/21 ins AHL All-Star Team der North Division gewählt. Im Rahmen der Vorbereitung auf die Saison 2021/22 erspielte sich der Angreifer schließlich einen Platz in Tampa Bays Aufgebot, sodass er im Oktober 2021 in der National Hockey League (NHL) debütierte und dort fortan regelmäßig zum Einsatz kam.
Im März 2022 wurde Katchouk jedoch samt Taylor Raddysh sowie zwei konditionalen Erstrunden-Wahlrechten, je einem für die NHL Entry Drafts 2022 und 2023, an die Chicago Blackhawks abgegeben. Beide Wahlrechte sind „Top 10 protected“, verschieben sich also automatisch um zwei Jahre nach hinten, sofern sie sich unter den ersten zehn Wahlrechten des jeweiligen Jahres befinden. Im Gegenzug erhielten die Lightning Brandon Hagel sowie je ein Viertrunden-Wahlrecht für die NHL Entry Drafts 2022 und 2024.
Nach zwei Jahren in Chicago sollte Katchouk im März 2024 über den Waiver in die AHL geschickt werden, als jedoch die Ottawa Senators seinen Vertrag übernahmen. Dieser wurde nach der Saison 2023/24 nicht verlängert, sodass er im Oktober 2024 einen auf die AHL beschränkten Vertrag bei den Wilkes-Barre/Scranton Penguins unterzeichnete.

### International
Erstmals vertrat Katchouk sein Heimatland bei der U18-Weltmeisterschaft 2016, wo er mit der Mannschaft den vierten Platz belegte. Anschließend war er Teil der U20-Nationalmannschaft, die bei der U20-Weltmeisterschaft 2018 die Goldmedaille gewann.

## Erfolge und Auszeichnungen
- 2016 Teilnahme am CHL Top Prospects Game
- 2016 OHL Second All-Rookie Team
- 2018 OHL First All-Star Team
- 2021 AHL North Division All-Star Team

### International
- 2018 Goldmedaille bei der U20-Weltmeisterschaft

## Karrierestatistik
Stand: Ende der Saison 2023/24

### International
Vertrat Kanada bei:
- U18-Weltmeisterschaft 2016
- U20-Weltmeisterschaft 2018

(Legende zur Spielerstatistik: Sp oder GP = absolvierte Spiele; T oder G = erzielte Tore; V oder A = erzielte Assists; Pkt oder Pts = erzielte Scorerpunkte; SM oder PIM = erhaltene Strafminuten; +/− = Plus/Minus-Bilanz; PP = erzielte Überzahltore; SH = erzielte Unterzahltore; GW = erzielte Siegtore; 1 Play-downs/Relegation; Kursiv: Statistik nicht vollständig)

## Persönliches
Katchouk ist russischer Herkunft, so emigrierten seine Eltern im Jahre 1992 aus Russland nach Kanada. Seine Mutter Jelena Tumanowa vertrat die Sowjetunion bei den Olympischen Winterspielen 1988 in Calgary im Eisschnelllauf.